# Eduard Richter (lékař)
Eduard Michael Richter (osobně se psal Eduart, někde psán také Edwart, 29. září 1821 Osoblaha – 1. prosince 1898 Osoblaha) byl lékař zabývající se historií a vlastivědou Osoblažska.

## Životopis
Narodil se v Osoblaze v rodině kloboučnického mistra Alberta Richtera a Anny rozené Hofmannové. Navštěvoval gymnázium v Olomouci. Následně zde studoval na univerzitě filosofii, kde jej zprvu finančně podporoval strýc František Xaver Jan Richter. Ten jej po úrazu již nadále nemohl podporovat, přešel proto studovat lékařství na chirurgický ústav do Vídně. Po studiích pracoval od roku 1845 jako lékař v Liptani. V roce 1849 vstoupil do armády a pracoval ve vojenských nemocnicích v Brně, Weiztu a Vídni. V důsledku nemoci odešel v roce 1859 do penze. Opětovně se vrátil do Osoblahy a působil zde jako školský dozorce a obecní rada. Na žádost města Osoblahy sepsal práci Das Buch vom Osalande, která pojednávala o Osoblaze a Osoblažsku. Tato práce obsahovala celkem 6 ručně psaných knih. Dále publikoval články v brněnském časopise Notizen-Blatt. Zemřel 1. prosince 1898 v Osoblaze.